# 리타 쾨니히
리타 쾨니히(독일어: Rita König, 1977년 3월 12일~)는 독일의 은퇴한 펜싱 선수로 주 종목은 플뢰레이다. 2000년 하계 올림픽에서 개인전 은메달과 단체전 동메달을 획득했다. 언니인 주자네도 독일 국가대표 펜싱 선수로 활동했다.